# Responsabilitat civil
La responsabilitat civil és l'obligació que recau sobre una persona de reparar el mal que ha causat a un altre, sigui en naturalesa o bé per un equivalent monetari, habitualment mitjançant el pagament d'una indemnització de perjudicis.
Díez-Picazo defineix la responsabilitat com «la subjecció d'una persona que vulnera un deure de conducta imposat en interès d'un altre subjecte a l'obligació de reparar el dany produït».
Tot i que la persona que respon sol ser la causant del dany, és possible que es faci responsable a una persona diferent de l'autor del dany, cas en el qual es parla de «responsabilitat per fets aliens», com passa, per exemple, quan als pares se'ls fa respondre dels danys causats pels seus fills o al propietari del vehicle dels danys causats pel conductor amb motiu de la circulació. Díez-Picazo defineix la responsabilitat com «la subjecció d'una persona que vulnera un deure de conducta imposat en interès d'un altre, subjecte a l'obligació de reparar el mal produït». Encara que la persona que respon sol ser la causant del mal, és possible que es faci responsable a una persona diferent de l'autor del mal, cas en el qual es parla de «responsabilitat per fets aliens», com ocorre, per exemple, quan als pares se'ls fa respondre dels danys causats pels seus fills o al propietari del vehicle dels danys causats pel conductor amb motiu de la circulació.
La responsabilitat civil pot ser contractual o extracontractual. Quan la norma jurídica violada és una llei (en sentit ampli), es parla de responsabilitat extracontractual, la qual al seu torn pot ser o bé delictual o penal (si el dany causat va ser a causa d'una acció tipificada com a delicte) o quasi-delictual o no dolosa (si el perjudici es va originar en una falta involuntària). Quan la norma jurídica transgredida és una obligació establerta en una declaració de voluntat particular (contracte, oferta unilateral, etcètera), es parla llavors de responsabilitat contractual.

## Responsabilitat contractual
Les obligacions es classifiquen habitualment com de mitjans i de resultats, i això té una gran importància en determinar la responsabilitat civil contractual. L'incompliment, que és un dels requisits bàsics perquè la responsabilitat es produeixi, dependrà de la classe d'obligació.
- Quan una norma o un contracte obliguen a una persona a alguna cosa determinada, sigui aquesta una acció o una abstenció (fer o no fer alguna cosa), aquesta obligació es considera de resultat. Tal és el cas d'un transportista que s'obliga a portar determinada mercaderia a una destinació en particular. Aquí la responsabilitat és pràcticament automàtica, perquè la víctima només ha de provar que el resultat no ha estat aconseguit, i llavors el demandat no podrà escapar a aquesta responsabilitat, excepte si pot provar que el perjudici prové d'una causa aliena —per exemple, que es deu a un cas fortuït o de força major.
- D'altra banda, en aquells casos en què una norma o un contracte només obliguen el deutor a actuar amb prudència i diligència, l'obligació és considerada de mitjans. Aquest és el cas de l'obligació que té un metge respecte al seu pacient: el metge no té l'obligació de sanar-lo, sinó de posar els seus millors oficis i coneixements al servei del pacient, és a dir, d'actuar en forma prudent i diligent (encara que hi ha excepcions, perquè en alguns casos el metge assumeix una obligació de resultat, com ocorre en la cirurgia estètica voluntària). En aquests casos, la càrrega de la prova li correspon a la víctima o demandant, qui haurà de provar que l'agent va ser negligent o imprudent en complir les seves obligacions.

En el cas de l'obligació de mitjans és més difícil provar la responsabilitat civil, atès que l'incompliment no depèn només de no haver aconseguit el resultat (en l'exemple anterior, sanar al pacient), sinó que caldria demostrar que va poder ser possible haver-ho aconseguit, si l'obligat hagués actuat correctament. Per a això, la jurisprudència tira mà del que es coneix com lex artis i que són un conjunt de pràctiques assumides com a correctes pel conjunt de la comunitat professional. En les professions regulades, és comuna que aquest conjunt de bones pràctiques estigui normalitzat pels estatuts del col·legi professional.

## Responsabilitat extracontractual
Sorgeix quan el mal, greuge o un altre mal o perjudici causat no té el seu origen en una relació contractual, sinó en qualsevol altra mena d'activitat.
La responsabilitat extracontractual pot definir-se com aquella que existeix quan una persona causa, ja sigui per si mateixa, per mitjà d'una altra de la qual respon o per una cosa de la seva propietat o que posseeix, un mal a una altra persona respecte de la qual no estava lligada per un vincle obligatori anterior relacionat amb el mal produït. Aquesta àrea del dret civil també es coneix com a delictes i gairebé delictes civils (fonts de les obligacions). Les fonts principals de les obligacions extracontractuals són el fet il·lícit i la gestió de negocis.
Un cas de responsabilitat extracontractual és el que pot sorgir pels danys i perjudicis causats a tercers com a conseqüència d'activitats que creguin riscos a persones alienes a aquestes, com la conducció d'un automòbil o el desenvolupament d'una activitat industrial.
Un altre supòsit és el de la responsabilitat per danys causats per béns propis: quan es desprèn un element d'un edifici i causa lesions a qui passa per sota o quan algú sofreix un accident pel mal estat del sòl. També s'és responsable pels danys i perjudicis que originin els animals dels quals se sigui propietari.
La responsabilitat pot tenir el seu origen en actes d'una altra persona, per la qual ha de respondre un pare pels danys i perjudicis que causi el seu fill menor d'edat; un empresari pels quals causin els seus empleats; i un establiment educacional pels causats pels seus alumnes.

### Requisits de la responsabilitat extracontractual
La responsabilitat extracontractual prevista en les normes legals pertinents (per exemple, articles 1708 i següents del Codi Civil Argentí, 2314 i següents del Codi Civil xilè, 1902 del Codi Civil espanyol), entesa com l'obligació de reparar el mal causat tant per fets propis com per fets aliens, requereix els següents pressupostos: 
- El fet, comportament causant del mal, incloses les accions i omissions. Sovint és un comportament humà, encara que la llei estén la responsabilitat a fets de les coses (animals i objectes de propietat del responsable). Aquest comportament ha de ser antijurídic i pot o no ser el seu origen il·lícit. S'entén per antijurídic aquell comportament que contravé el principi alterum senar laedere que comprèn una sèrie de deures que obliguen a seguir un comportament amb correcció i prudència respecte a tercers, perquè la convivència sigui possible.

- El mal o agressió il·legítima a béns, drets o a la pròpia persona. El mal indemnitzable o reparable ha de ser cert, això és, realment existent. S'exclouen els danys hipotètics o eventuals. A més el mal ha de ser actual però poden incloure's els danys futurs quan aquests sorgiran amb posterioritat segons racional certitud. S'entenen inclosos tant els danys patrimonials com els danys morals. La prova del mal, de la seva extensió i abast correspon al perjudicat.

- La relació de causalitat o nexe causal entre el comportament causant del mal i el mal. En el cas en què concorrin una pluralitat de causes causants del mal, caldrà determinar si totes elles són concauses (teoria de l'equivalència) o si una d'aquestes causes és l'única que mereix aquest paper per ser la determinant del mal. S'utilitzen diferents criteris per a qualificar a la causa com a determinant d'aquest resultat: que aquesta causa sigui possible o probablement la que hagi ocasionat el mal (teoria de la causa adequada), que el fet sigui el més pròxim al mal (teoria de la causa pròxima) o que el fet sigui el més eficient o amb més força determinant del mal (teoria de la causa eficient).

- El criteri d'imputació de la responsabilitat. En principi, el Codi civil exigia exclusivament un criteri basat en la culpa o negligència de l'agent (teoria subjectiva o per culpa), però en l'actualitat s'accepten criteris diferents a la culpa, com el dol o consciència que el comportament causa el mal, el risc o creació d'una situació de perill (teoria del risc) i suposats d'atribució automàtica o ex lege de responsabilitat (teoria objectiva o estricta).